# Tegenaria rilaensis
Espèce
Synonymes
- Malthonica rilaensis (Deltshev, 1993)

Tegenaria rilaensis est une espèce d'araignées aranéomorphes de la famille des Agelenidae.

## Distribution
Cette espèce se rencontre en Macédoine du Nord et en Bulgarie. Elle se rencontre dans les monts Rila et Osogovo,.

## Description
Le mâle holotype mesure 6,0 mm et la femelle paratype 7,1 mm.

## Étymologie
Son nom d'espèce, composé de rila et du suffixe latin -ensis, « qui vit dans, qui habite », lui a été donné en référence au lieu de sa découverte, les monts Rila.

## Publication originale
- Deltshev, 1993 : The genus Tegenaria Latreille in Bulgaria: a critical review with descriptions of two sibling species (Arachnida, Araneae: Agelenidae). Berichte des Naturwissenschaftlich-Medizinischen Vereins in Innsbruck, vol. 80, p. 167-174 (texte intégral).